# А1 (телевизия)
Вижте пояснителната страница за други значения на А1.
А1 е бивша телевизия в Северна Македония.
Телевизията работи от 22 януари 1993 година, а концесия за национална телевизия получава през 2001 година. При създаването ѝ е първата частна електронна медия в държавата, като е разположена в Скопие.
През 2000 г. телевизията печели награда за обективно информиране по програма на Асоциацията на журналистите на Македония, а през 2003 г. печели наградата за гражданско общество и демокрация.
На 2 юни 2008 г. А1 пуска свой втори телевизионен канал, наречен А2 и излъчващ телевизионни сериали, филми и детски анимационни филми. На 31 юли 2011 г. телевизия А1 преустановява излъчване поради фалит, причинен от ареста и блокирането на банковите сметки на собственика на телевизията Велия Рамковски.